# Stichting Restauratie Atelier Limburg
Stichting Restauratie Atelier Limburg (SRAL), internationaal aangeduid als SRAL The Conservation Institute, is een stichting die zich bezighoudt met de restauratie van kunstwerken en monumentale interieurs. Het in Maastricht gevestigde restauratieatelier met het daaraan verbonden kennis- en opleidingsinstituut geniet internationale bekendheid.

## Geschiedenis

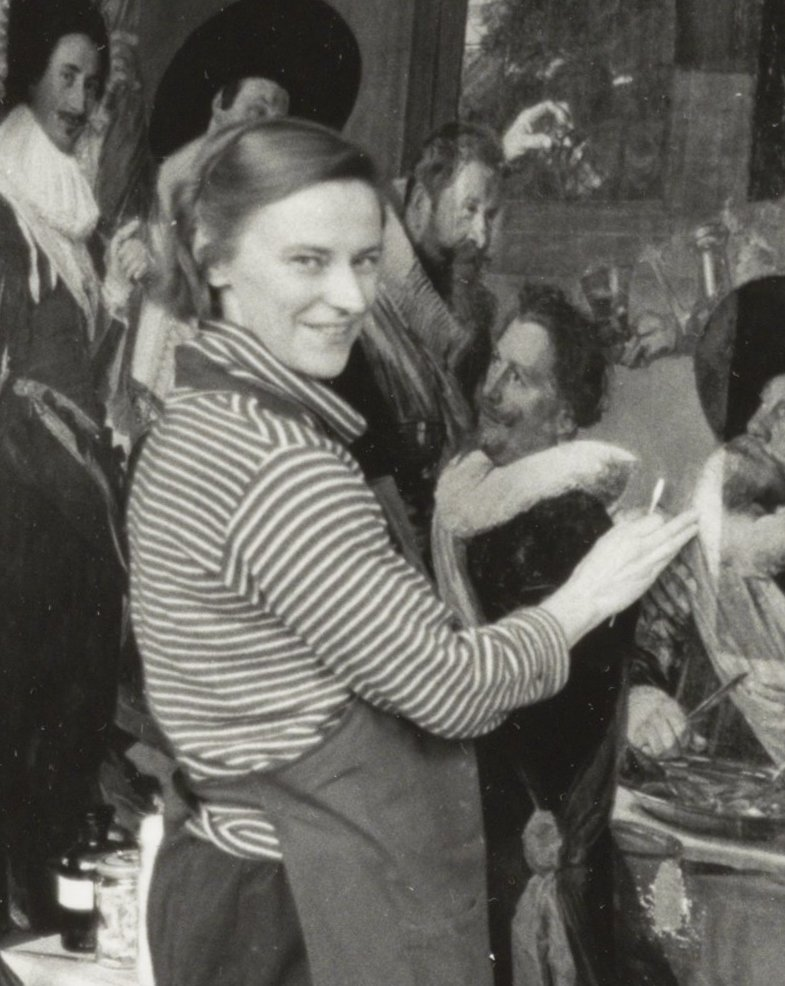
Anne van Grevenstein in 1987

De aanzet tot de oprichting van de Stichting Restauratie Atelier Limburg werd in 1987 gegeven door mgr. J.J. Stassen, directeur van Rolduc. Deze vestigde, in samenwerking met de Provincie Limburg, een restauratieatelier in een bijgebouw van het voormalige abdijcomplex in Kerkrade. Nog in hetzelfde jaar werd de van oorsprong Belgische restaurator Anne van Grevenstein-Kruse aangesteld als directeur. Zij zou 22 jaar lang de drijvende kracht achter de SRAL blijven. In 1988 werd de stichting officieel opgericht. De eerste jaren had het door de Provincie gesubsidieerde atelier drie vaste medewerkers en daarnaast twee projectmedewerkers. Een daarvan hield zich bezig met gepolychromeerde beelden, vaak uit het bezit van Limburgse parochies, waarvan de restauratie werd gesubsidieerd door de Diocesane Commissie voor Kerkelijk Kunstbezit van het Bisdom Roermond. De ander verzorgde de vroeg-Italiaanse schilderijen van de Rijksdienst Beeldende Kunst, die in 1987 in bruikleen waren gegeven aan het Bonnefantenmuseum in Maastricht. Vanaf circa 1990 nam het restauratieatelier ook opdrachten van buiten Limburg aan.
Omdat op dat moment in Nederland een gedegen opleiding voor restauratoren van schilderijen en beelden ontbrak, besloot Van Grevenstein een eigen opleiding te beginnen in Rolduc. In 1990 werd een dependance in Maastricht gevestigd, in het gebouw van de Academie voor Bouwkunde in de Capucijnenstraat. Daar vonden vanaf dat moment de opleidingen plaats, zoals de opleiding Restaurator van schilderijen en beschilderde objecten, die in september 1990 van start ging. In 1993 en 1995 werden twee studierichtingen aan het aanbod toegevoegd, respectievelijk Schilderingen in historische interieurs en Moderne en hedendaagse kunst. Vanaf 1997 vielen de opleidingen onder de verantwoordelijkheid van het toen opgerichte Instituut Collectie Nederland. In 2005 werden de postdoctorale opleidingen van de SRAL overgeheveld naar de nieuw opgerichte studierichting Restauratie van de Universiteit van Amsterdam. Wel spenderen de studenten hun derde studiejaar bij de SRAL.
In 1994 verhuisde een deel van het atelier en de opleidingen naar de toen pas gerestaureerde Wiebengahal aan de Avenue Céramique in Maastricht. Het industriële monument uit 1912, een van de weinige overblijfsels van de aardewerkfabriek Société Céramique, is tevens een rijksmonument, onder meer vanwege het betonnen schaaldak. Het gebouw was aanvankelijk bedoeld als tentoonstellingsruimte voor grote sculpturen van het naastgelegen nieuwe Bonnefantenmuseum. Een deel van de tweede verdieping werd in gebruik genomen door de SRAL. Medegebruiker van het pand was onder andere de Maastrichtse dependance van het Nederlands Architectuurinstituut, later Bureau Europa (2006-2013).
Anne van Grevenstein nam eind 2008 afscheid als directeur. Ze werd opgevolgd door René Hoppenbrouwers, die van 1990 tot 1995 de postdoctorale opleiding bij SRAL had gevolgd en vanaf 1999 hoofd opleidingen was. Bij een reorganisatie in 2017 werd de functie van directeur gesplitst. Hans Schalken werd zakelijk directeur; Hoppenbrouwer is als adjunct-directeur verantwoordelijk voor de artistieke kant.
In het restauratieatelier in de Wiebengahal worden maandelijks rondleidingen gegeven. Ook heeft SRAL sinds 2004 een eigen studio in het Bonnefantenmuseum, waar het publiek de restauratoren 'live' aan het werk kan zien. Op de jaarlijkse internationale kunst- en antiekbeurs TEFAF heeft SRAL sinds 2013 een eigen informatiepunt.

## Projecten
SRAL voerde in de loop der jaren vele tientallen restauraties van individuele kunstwerken, ensembles en complete historische binnenruimten uit. Tot de hoogtepunten behoorden de restauraties van schilderijenensembles in koninklijke paleizen in Den Haag en Amsterdam. Van 1998 tot 2001 werden de schilderingen in de Oranjezaal van Paleis Huis ten Bosch in Den Haag onder handen genomen. Op één na werden de 39 doeken uit circa 1650 uit hun omlijsting verwijderd en in een tijdelijk atelier in Rijswijk gerestaureerd. Alleen het grootste schilderij, de Triomf van Frederik Hendrik van Jacob Jordaens, dat 728 x 755 cm meet, werd ter plekke hersteld. Van 2005 tot 2009 werden de zeventiende-eeuwse plafondschilderingen in een aantal vertrekken in het Paleis op de Dam in Amsterdam gerestaureerd.
Een ander omvangrijk project was het interieur van het Stadhuis van Maastricht, waar SRAL de plafond- en gewelfschilderingen van Theodoor van der Schuer restaureerde, evenals het goudleerbehang in de Burgemeesterskamer en een vijftal schoorsteenstukken. Tevens werd het vijftiende-eeuwse paneel van de Tweevoudige gerechtigheid gerestaureerd, dat eeuwenlang in het stadhuis hing en in 2018 aan het Bonnefantenmuseum was overgedragen.
SRAL was tevens betrokken bij enkele restauraties die de erfenis van Pierre Cuypers betreffen. Zo reconstrueerden ze de oorspronkelijke kleuren die door Cuypers werden toegepast in het Rijksmuseum en Centraal Station in Amsterdam. In het Rijksmuseum restaureerde SRAL tevens de 78 schilderingen op doek van Georg Sturm. Zestien daarvan waren onderwerp van een tentoonstellings- en restauratieproject in het Bonnefantenmuseum, waar het publiek van dichtbij het werk kon volgen. In Limburg zijn tevens diverse muurschilderingen in kerken van Cuypers behandeld. In 2018 nam SRAL de restauratie van de muurschilderingen in de Romeinse Katakomben van Valkenburg ter hand, eveneens een ontwerp van Cuypers.
In de loop der jaren is SRAL steeds meer internationaal actief geworden. Zo werden in samenwerking met de Stichting Cultuur Inventarisatie en de Rijksdienst voor het Cultureel Erfgoed workshops over de restauratie van Hollandse en Vlaamse meesters gegeven in Cuba, India, Zuid-Afrika en Rusland. In 2013 ging het Indian Conservation Fellowship Program (ICFP) voor restauratoren uit India van start, waarbij telkens twee restauratoren stage lopen bij het SRAL in Maastricht en het Metropolitan Museum of Art in New York. Het is de bedoeling dat op die manier rond vijftig restauratoren van de nationale musea in India getraind worden. Het project wordt ondersteund door de Andrew W. Mellon Foundation en het Ministerie van Cultuur van India. Verder organiseert SRAL, in opdracht van de J. Paul Getty Foundation, in samenwerking met het Center for Art Technological Studies in Kopenhagen, vier workshops op het gebied van technische aspecten van schilderijen op paneel, in Florence, Londen, Brussel en Maastricht. SRAL kreeg in 2019 steun van de Getty Foundation om een workshop te organiseren als onderdeel van het project Conserving Canvas Initiative. Het onderwerp was mist-lining, een techniek ontwikkeld door Jos van Och, hoofd restauratie. SRAL is lid van diverse internationale organisaties op het gebied van restauratie van kunst. Hoofd Opleiding Kate Seymour is lid van ICOM-CC Directory Board (2017-2020). Tevens worden intensieve contacten onderhouden met academische opleidingen in Luik, Keulen, Dresden, Kopenhagen, Helsinki, Londen en Cambridge, waarbij onder andere uitwisseling van docenten en studenten plaatsvindt.